# 九六式艦載戰鬥機
九六式艦載戰鬥機（日语：九六式艦上戦闘機）是日本海軍第一架國產全金屬單翼戰鬥機，其前身被稱為九試單戰，1935年三菱重工的設計打敗中島飛機得標，隨即取代中島九五式艦載戰鬥機成為日軍航空母艦主要戰鬥機，盟軍代號「Claude」。

## 研發簡介

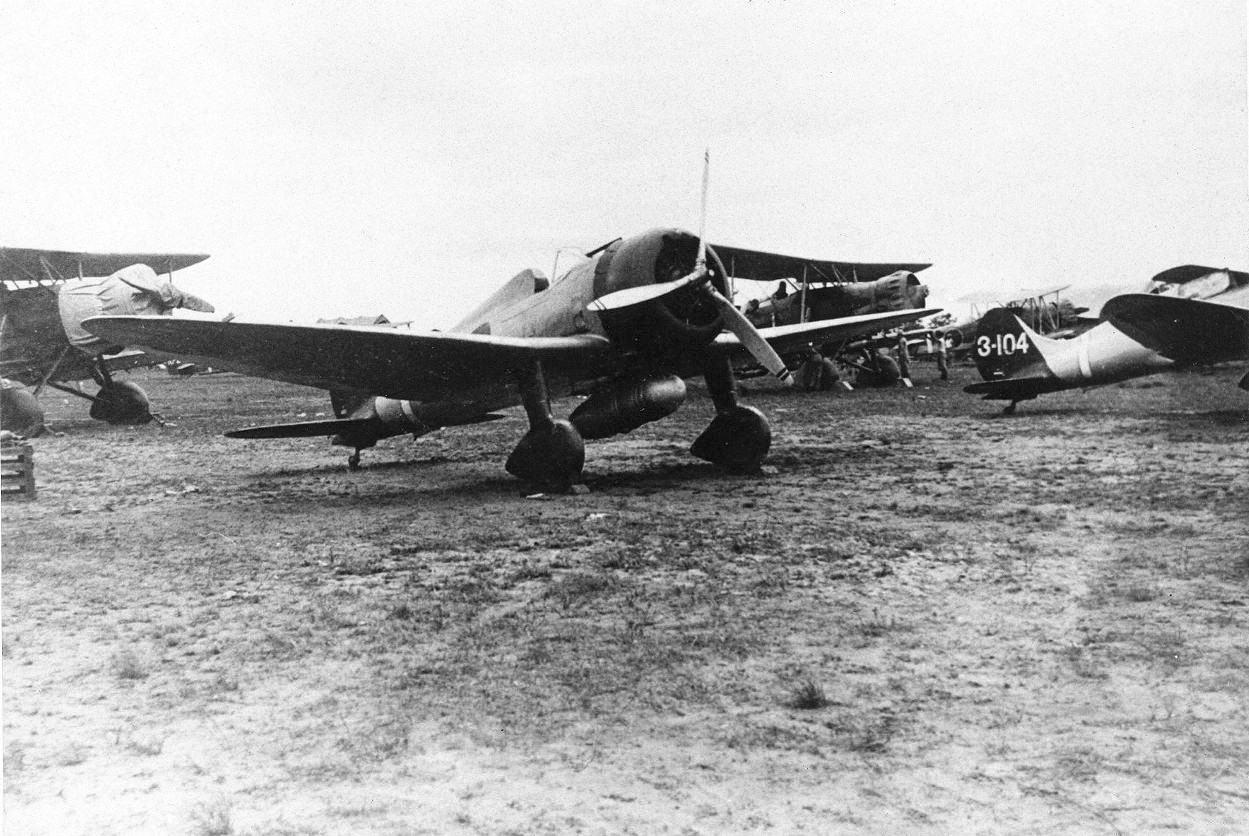
九六式艦上戰鬥機

1930年代中期，正好是單翼機與雙翼機接替的過渡時期，日本雖然在1935年投入了九五式艦上戰鬥機，但是它僅有時速352公里的性能海軍並不是很滿意。
在九五式投入前的昭和9年（1934年），帝國海軍向三菱飛機及中島飛機提出下一代戰機的規格要求，兩架廠商各自打造出同樣稱九試單座戰鬥機的機種，日本海軍的規格要求包括：
1. 極速：3000公尺高度時速要190節（352公里）以上
2. 爬升力：5000公尺高度應在6分30秒內
3. 燃料酬載量：200公升以上
4. 武器：2挺7.7公厘機槍，需搭載無線電
5. 尺寸：寬11公尺、長8公尺以內

1935年1月，兩家公司都完成了規格要求的飛機。中島的飛機是拿九五式戰鬥機競標時研發的Ki-11戰鬥機為基礎，主翼雖然採低單翼佈局，但是為了降低空氣阻力採用薄機翼設計，機翼強度不足的部分在機身下方設多組鋼線固定保障強度；三菱的堀越二郎設計團隊則設計出毋須張線的厚機翼單翼戰機，但是利用更好的設計與蒙皮加工技術降低空氣阻力問題。中島的設計仍使用1930年代初期的科技，但三菱使用了當時最新的技術，因此三菱版九試單戰1935年2月4日在名古屋各務原機場首飛，便創下極速達451公里、爬升力為5000公尺5分54秒的性能，大幅優於中島版本與軍方要求；結果也就由三菱奪得新一代艦載戰鬥機訂單，後來九試單戰經過改良成為九六式艦戰的原型。
九試單戰總共製造了6架，除了1號原型機採用反海鷗翼型主翼，但因測試時發生俯衝失事，2號機以後採用一般水平直翼；量產版的九六艦戰主要是由2號原型機以後的設計改良；1936年11月19日，九試單戰制式化更名為九六式艦載戰鬥機，簡稱作「九六艦戰」。當九六艦戰正式採用後，日本陸軍也提出了下一代單翼戰鬥機需求，但与海军竞标结果相反；三菱修改九六艦戰的設計，推出Ki-33戰鬥機，與中島採用全新方案開發的Ki-27競爭，最後中島方案勝出成為九七式戰鬥機。

## 設計
設計九六艦戰時，以減少風阻和減重為主，全機以平滑的鋁合金構成外殼並且採用了凹頭鉚釘，機翼為橢圓形，機翼下因收縮起落架技術仍不足，因此採用技術穩定的固定式起落架減重，起落架由流線形外罩包覆減少風阻；駕駛艙因為飛行員堅持的對外良好視野而採用開放式設計，動力採用中島壽五型風冷式發動機（600匹馬力），武器為兩挺布置于機頭的7.7毫米機槍

## 型號
- Ka14九試單座戰鬥機：九六式原型機，共生產6架。一、二號機動力採用中島壽三型發動機（600匹馬力）、三、四號機採用光一型發動機，五、六號機採用壽五型發動機。一號原型機機翼為倒鷗型機翼，二號機起改成直翼設計。

- A5M1九六式一號：九六式初期型，改用中島壽二改發動機（580匹馬力），機鼻裝備2挺7.7公厘機槍；由於馬力減少而令其性能尤其爬昇率下降，九六式一號在中日戰爭前已裝備大村航空隊，三菱生產了此型號30架。

- A5M1九六式一號改（A5M1a）：由九六式二號一型主翼上增裝奧瑞康FF型20公厘機砲，實驗機型。

- A5M2a九六式二號一型：改用中島壽三型發動機（690匹馬力），螺旋槳由兩葉改為三葉，發動機上蓋有兩支如同螃蟹眼的進氣管。

- A5M2b九六式二號二型：機身略為放大，內裡加裝無線電台，機翼下加上可掛20公斤炸彈掛架，駕駛艙加上駕駛艙蓋但此蓋經常被飛行員私自拆除以免阻礙視線，此座艙罩後來取消；二號一型、二型合計生產39架。

- A5M3九六式三號：由九六式一號機身，改裝伊斯帕諾-西扎12Xcrs水冷式發動機，在其中加上機砲的實驗機，只有兩架。

- A5M4九六式四號：1938年推出，修改擋風玻璃設計，取消密閉式駕駛艙，改用中島壽41型發動機（710匹馬力），為九六艦戰最主要的量產型，三菱佐世保工廠與代工的九州飛機公司生產近千架。強化動力的理由為因應不斷增加的機重導致性能下滑，所以九六式四號的飛行表現只是回歸早期的九六式一號標準，但由於裝備了容量160公升的可拋棄式副油箱，因此續航力增加到1400公里。

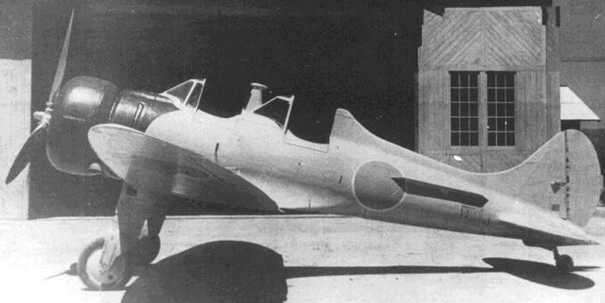
A5M4-K二式教練機

- A5M4-K二式教練機：屬於雙座教練機型。

## 基本資料
A5M4九六式四號
- 乘員: 1人
- 機長: 7.55米
- 翼展: 11米
- 機高: 3.2米
- 翼面積: 17.8平方米
- 空重: 1,216公斤
- 載重: 1,705公斤
- 最大起飛重量: 1,822公斤
- 發動機:一具中島壽41型風冷式發動機（710匹馬力）
- 最快時速: 440公里/小時（於3,000米高空）
- 航程: 1,200公里
- 昇限: 9,800米
- 爬昇率:由平地到3000米高空要3分35秒
- 翼載: 95.87公斤/平方米
- 武裝:機頭兩挺7.7毫米口徑九七式機槍

## 實戰

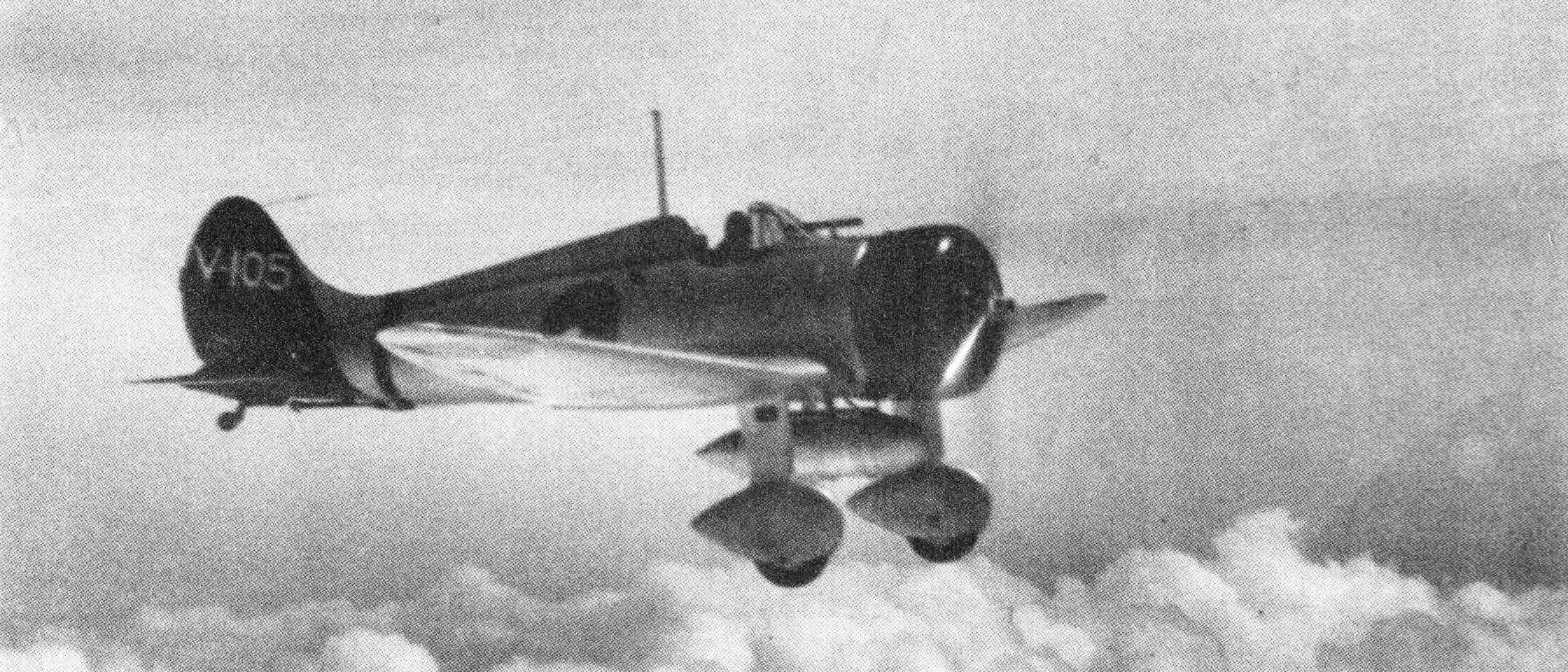
九六式艦上戰鬥機

九六式艦上戰鬥機（簡稱作「九六艦戰」）剛配發部隊時中日戰爭爆發，當時日軍未察覺到缺乏強力護航戰鬥機的攻擊部隊有多脆弱，因此未急於投入前線，到1937年8月7日，九六艦戰只進駐中國大連周水子機場為運兵船提供空中護航。但是8月15日之後的多次空戰日本海軍察覺現有艦上戰鬥機戰力不足，加快了九六艦戰換裝進度；1937年9月2日，在上海提供日軍火力掩護的加賀號開始接收第一批九六艦戰。
9月4日，加賀號的飛行分隊長海軍上尉中島正領隊的2架九六艦戰和中國空軍霍克三空戰，日軍宣稱擊落3架霍克三；國府紀錄則證明同日四大隊23中隊中隊長毛瀛初帶領全中隊的9架霍克三出擊，其中一個分隊與這2架戰機對戰。結果是該分隊3架戰機中，由鄭少愚駕駛的2209號機被擊落、喬志雲駕駛的2409號機被擊傷迫降，2位駕駛員均負傷。由於日軍在上海包圍圈持續突破中方戰線，到9月7日，原本配賦在航艦上的九六艦戰轉移至上海公大機場，並掩護攻擊機群轟炸上海、南京等華中沿海大城市。9月9日，一架九六艦戰遭五大隊王牌飛行員劉粹剛擊落，不過這個首次戰損紀錄至今仍未與日方戰鬥紀錄對照證實。
自1937年9月初，日本海軍逐步換裝九六艦戰後，1937年後日軍在華中與華南戰場主要空戰與護航主力便由此機擔任；中華民國空軍在1937年以前引進的戰鬥機面對兼備速度輕快而有著良好格鬥能力的九六艦戰討不到甚麼便宜，這令空軍在這樣子的空中絞殺戰中傷亡逐漸上升，同時新引進的俄製機性能也未能全面凌駕日軍一方。12月2日，一隊由南鄉茂章帶領的九六艦戰擊落十架俄製伊-16戰鬥機而自己無一損失，而真正被外界知曉的成果則是發生在1937年12月9日，一批攻擊南昌的日軍戰機中，由樫村寛一飛行士官駕駛的九六艦戰在空戰中失去了1/3片左翼，仍成功的飛行600公里返回南京基地，這架九六艦戰被送往東京展示，而樫村本人則獲頒功五級金鵄勳章，這級獎章為日本士官階級難能取得的榮譽，這也替日本的戰機製造技術創造了活廣告。
相關消息後來被日本媒體拍成新聞電影《單翼歸返的樫村》大肆吹捧，並宣稱他在擊落2架敵機且自己受損後還試圖以衝撞的方式攻擊敵機之英勇行徑；不過當時在樫村後方飛行見證第一現場的田中國義回憶否定了這件事，樫村在當次空戰並沒有確切的擊墜敵機紀錄，也沒有衝撞敵機，並且還試圖閃躲可能的空中追撞。1938年4月28日，28架九六艦戰和18架九六陸攻轟炸機出动轟炸武漢，中國空軍和蘇聯航空志願隊起飞迎敵，日軍宣稱擊落51架而自己損失4架，中國宣稱擊落21架而自己損失12架，7月18日，南鄉茂章駕駛的九六艦戰在南昌与中国飞机相撞身亡，而隨著日軍戰機不斷深入中國內陸，九六艦戰只有1400公里的續航力越顯得不足，即使強行護衛也往往缺乏空戰所需的燃料，使得被以逸待勞的中國空軍迎頭痛擊，這些經驗也成為日軍開發後繼的零式戰鬥機時考慮的設計重點。

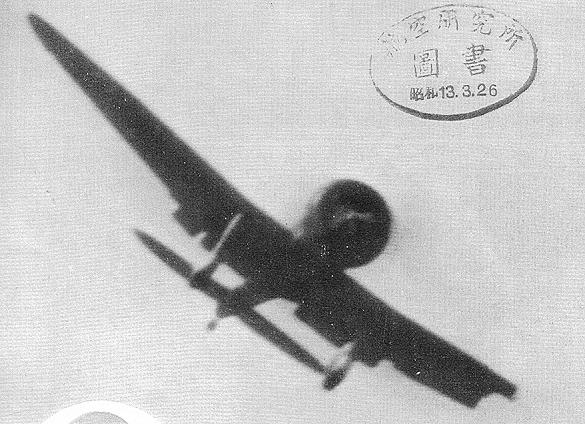
在中國戰場受傷回航的九六式艦上戰鬥機

1941年太平洋戰爭爆發，雖然零戰當時已為現役機種，但是日本中小型航艦的飛行甲板長度不足，加上機庫容量限制，新型機主要以重型航艦優先換裝，龍驤號和鳳翔號等輕型航空母艦仍以九六式艦上戰鬥機作為空戰主力。1941年12月8日，9架九六艦戰和13架九七艦攻從龍驤號航空母艦起飛空襲菲律賓棉蘭老島，一架九六式被防空砲火擊落，除此之外，當時駐守在馬紹爾群島的日軍基地者依然是九六艦戰，1942年2月1日，美國航空母艦企業號和約克鎮號派出飛機空襲馬紹爾群島的洛特島，日軍千歲航空隊的九六艦戰起飞后与美軍F4F野貓展开空戰，九六艦戰雖可以輕易占据野貓后方有利位置发动攻击，但其子彈對野貓幾乎毫無殺傷力，九六艦戰擊落了3架SBD無畏式俯衝轟炸機而九六艦戰有一架被擊落和一架受重傷。
1942年底之後，九六艦戰退出第一線，改充當教練機。

## 流行文化

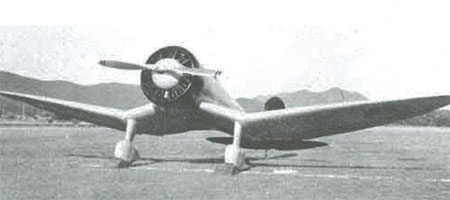
在電影《風起》經常出現的飛機正是作為九六式原型機的九試單座戰鬥機

### 影視作品
- 2013年吉卜力工作室的動畫電影《風起》，以堀越二郎研製九六式艦載戰鬥機的經歷作為故事

### 電子遊戲
- 《戰爭雷霆》
- 《應徵入伍》